# Uloborus albolineatus
Uloborus albolineatus es una especie de araña araneomorfa del género Uloborus, familia Uloboridae. Fue descrita científicamente por Mello-Leitao en 1941.
Habita en Argentina.